# Ожианвуна, Виктор
Виктор Ожианвуна (англ. Victor Ozhianvuna; родился 10 января 2009) — ирландский футболист, атакующий полузащитник клуба «Шемрок Роверс».

## Клубная карьера
Воспитанник «Шемрок Роверс», 13 февраля 2025 года Ожианвуна впервые попал в заявку основной команды клуба на матч плей-офф Лиги конференций против норвежского «Молде». Спустя 3 дня, 16 февраля, дебютировал в чемпионате Ирландии, выйдя на замену в матче против «Богемиана».

## Карьера в сборной
Выступал за сборную Ирландии до 15 лет.